# راجر کارمل
راجر کارمل (انگلیسی: Roger C. Carmel; ۲۷ سپتامبر ۱۹۳۲ – ۱۱ نوامبر ۱۹۸۶) یک هنرپیشه اهل ایالات متحده آمریکا بود. وی بین سال‌های ۱۹۵۸ تا ۱۹۸۶ میلادی فعالیت می‌کرد.
از فیلم‌ها یا برنامه‌های تلویزیونی که وی در آن نقش داشته‌است می‌توان به گامبی، آلوارز کلی، بریزی و میرا برکینریج اشاره کرد.